# Mormopterus lumsdenae
Mormopterus lumsdenae (Reardon, McKenzie, Cooper, Appleton, Carthew & Adams, 2014) è un pipistrello della famiglia dei Molossidi endemico dell'Australia.

## Descrizione

### Dimensioni
Pipistrello di piccole dimensioni, con la lunghezza dell'avambraccio tra 35,2 e 40,4 mm e un peso fino a 19,5 g.

### Aspetto
Le parti dorsali sono marroni brillanti, mentre le parti ventrali sono più chiare. Il muso è piatto, largo, con il labbro superiore ricoperto di pliche cutanee superficiali e che si estende leggermente oltre quello inferiore e le narici che si aprono lateralmente. Le orecchie sono relativamente corte, ben separate tra loro e con l'estremità arrotondata. Il trago è triangolare, con l'estremità arrotondata e visibile dietro l'antitrago, il quale è basso e poco visibile. Le ali sono e attaccate posteriormente sulle caviglie. La coda è lunga, tozza e si estende per più della metà oltre l'uropatagio. Il pene è relativamente corto.

## Biologia

### Comportamento
Si rifugia nelle cavità degli alberi e negli edifici.

### Alimentazione
Si nutre di insetti.

## Distribuzione e habitat
Questa specie è diffusa nella parte settentrionale dell'Australia occidentale, del Territorio del Nord e del Queensland.
vive nelle boscaglie aride, nelle radure e nelle foreste pluviali.

## Conservazione
Questa specie, essendo stata scoperta solo recentemente, non è stata sottoposta ancora a nessun criterio di conservazione.